# Bokondini Airport
Bokondini Airport är en flygplats i Indonesien.   Den ligger i provinsen Papua, i den östra delen av landet, 3 500 km öster om huvudstaden Jakarta. Bokondini Airport ligger 1 699 meter över havet.
Terrängen runt Bokondini Airport är varierad. Bokondini Airport ligger nere i en dal som går i öst-västlig riktning. Runt Bokondini Airport är det ganska glesbefolkat, med 21 invånare per kvadratkilometer. I omgivningarna runt Bokondini Airport växer i huvudsak städsegrön lövskog.